# Ochthebius lineatus
Ochthebius lineatus är en skalbaggsart som beskrevs av Leconte 1852. Ochthebius lineatus ingår i släktet Ochthebius och familjen vattenbrynsbaggar. Inga underarter finns listade i Catalogue of Life.